# Challenge Tour
Le Challenge Tour est un circuit professionnel européen de golf masculin qui fait office de 2e division européenne, derrière le Tour européen PGA.
Ce circuit a été créé en 1986 et était nommé Satellite Tour. Les quinze meilleurs du classement de la saison sont qualifiés pour le Tour européen PGA de l'année suivante. Certains tournois se disputent en dehors du continent européen. En outre, le joueur qui remporte trois tournois au cours d'une même saison passe automatiquement sur le tour européen pour la saison en cours et conserve sa carte sur ce circuit pour la saison suivante.
Les circuits inférieurs sont l'Alps Tour, EPD Tour et PGA EuroPro Tour. Chaque saison, les cinq meilleurs de chaque circuit sont qualifiés pour le Challenge Tour.

## Palmarès du Challenge Tour
Le classement est calculé en euros depuis 1999. Avant cette date, le classement est calculé en livre sterling.
| Année | Vainqueur            | Pays            | Gains en tournoi |
| ----- | -------------------- | --------------- | ---------------- |
| 2023  | .                    |                 | €                |
| 2022  | Nathan Kimsey        | Angleterre      | 208 918 €        |
| 2021  | Marcus Helligkilde   | Danemark        | 222 628 €        |
| 2020  | Ondřej Lieser        | Tchéquie        | 116 345 €        |
| 2019  | Francesco Laporta    | Italie          | 210 122 €        |
| 2018  | Joachim B. Hansen    | Danemark        | 192 320 €        |
| 2017  | Tapio Pulkkanen      | Finlande        | 210 799 €        |
| 2016  | Jordan Smith         | Angleterre      | 209 985 €        |
| 2015  | Ricardo Gouveia      | Portugal        | 251 952 €        |
| 2014  | Andrew Johnston      | Angleterre      | 190 856 €        |
| 2013  | Andrea Pavan         | Italie          | 147 811 €        |
| 2012  | Espen Kofstad        | Norvège         | 131 099 €        |
| 2011  | Tommy Fleetwood      | Angleterre      | 148 913 €        |
| 2010  | Álvaro Velasco       | Espagne         | 134 297 €        |
| 2009  | Edoardo Molinari     | Italie          | 242 980 €        |
| 2008  | David Horsey         | Angleterre      | 144 118 €        |
| 2007  | Michael Lorenzo-Vera | France          | 128 927 €        |
| 2006  | Mark Pilkington      | Pays de Galles  | 119 152 €        |
| 2005  | Marc Warren          | Écosse          | 103 577 €        |
| 2004  | Lee Slattery         | Angleterre      | 95 980 €         |
| 2003  | Johan Edfors         | Suède           | 94 509 €         |
| 2002  | Lee S. James         | Angleterre      | 121 531 €        |
| 2001  | Mark Foster          | Angleterre      | 97 737 €         |
| 2000  | Henrik Stenson       | Suède           | 108 711 €        |
| 1999  | Carl Suneson         | Espagne         | 69 642 €         |
| 1998  | Warren Bennett       | Angleterre      | 81 053 £         |
| 1997  | Michele Reale        | Italie          | 51 679 £         |
| 1996  | Ian Garbutt          | Angleterre      | 37 661 £         |
| 1995  | Thomas Bjørn         | Danemark        | 46 471 £         |
| 1994  | Raymond Burns        | Irlande du Nord | 43 584 £         |
| 1993  | Joakim Grönhagen     | Suède           | 48 366 £         |
| 1992  | Paul Affleck         | Pays de Galles  | 39 769 £         |
| 1991  | David R. Jones       | Angleterre      | 35 533 £         |
| 1990  | Giuseppe Calì        | Italie          | 28 383 £         |
| 1989  | Neal Briggs          | Angleterre      | 9 464 £          |